# Jerzy Grzegorski
Jerzy Grzegorski (ur. 1955 w Łodzi) – polski artysta, fotograf, twórca obiektów fotograficznych, rysunków.

## Życiorys
Studiował na Wydziale Grafiki i Malarstwa w Państwowej Wyższej Szkole Sztuk Plastycznych (obecnie Akademia Sztuk Pięknych im. Władysława Strzemińskiego w Łodzi). Uzyskał dyplom w 1980 roku.
W 2002 uzyskał dylom w Akademii Pedagogiki Specjalnej  w Warszawie.
Prezentował swoją twórczość na wielu wystawach indywidualnych w Polsce, m.in. w Lublinie, Łodzi, Wrocławiu, Koszalinie, Zielonej Górze, Warszawie oraz za granicą, np. na wystawach: „Polski drzeworyt współczesny” w Schweitzingen w Niemczech, na I Biennale „Grafika Europejska” w Grenoble, w „Site-Ations” – Artists’ Project w Cardiff, w „Under One Roof” w Podevill w Berlinie, w V Edycji Konstrukcji w Procesie „Co-existence” w Mitze Ramon w Izraelu, „Another Language” w Muzeum Sztuki Współczesnej w Hajfie, w VI Edycji Konstrukcji w Procesie w Melbourne.
Wraz z Adamem Klimczakiem jest współzałożycielem w 1984 roku Galerii Wschodniej.
W 1990 roku był współzałożycielem Międzynarodowej Fundacji „Konstrukcja w Procesie”, której jednym z głównych celów było powołanie w Łodzi Muzeum Artystów oraz tworzenie i organizowanie kolejnych edycji Konstrukcji w Procesie.
Za swoją działalność artystyczną oraz za promocję młodej sztuki polskiej w 1990 roku otrzymał nagrodę Ministerstwa Kultury i Sztuki. Był stypendystą (1995) Fundacji Krasner-Pollok w Nowym Jorku oraz w latach 1989–1994 stypendystą Ministerstwa Kultury i Sztuki.
Obecnie pracuje w Ośrodku dla Słabowidzących i Niewidomych w Łodzi przy ulicy Dziewanny 24.